# Warren Fitzgerald

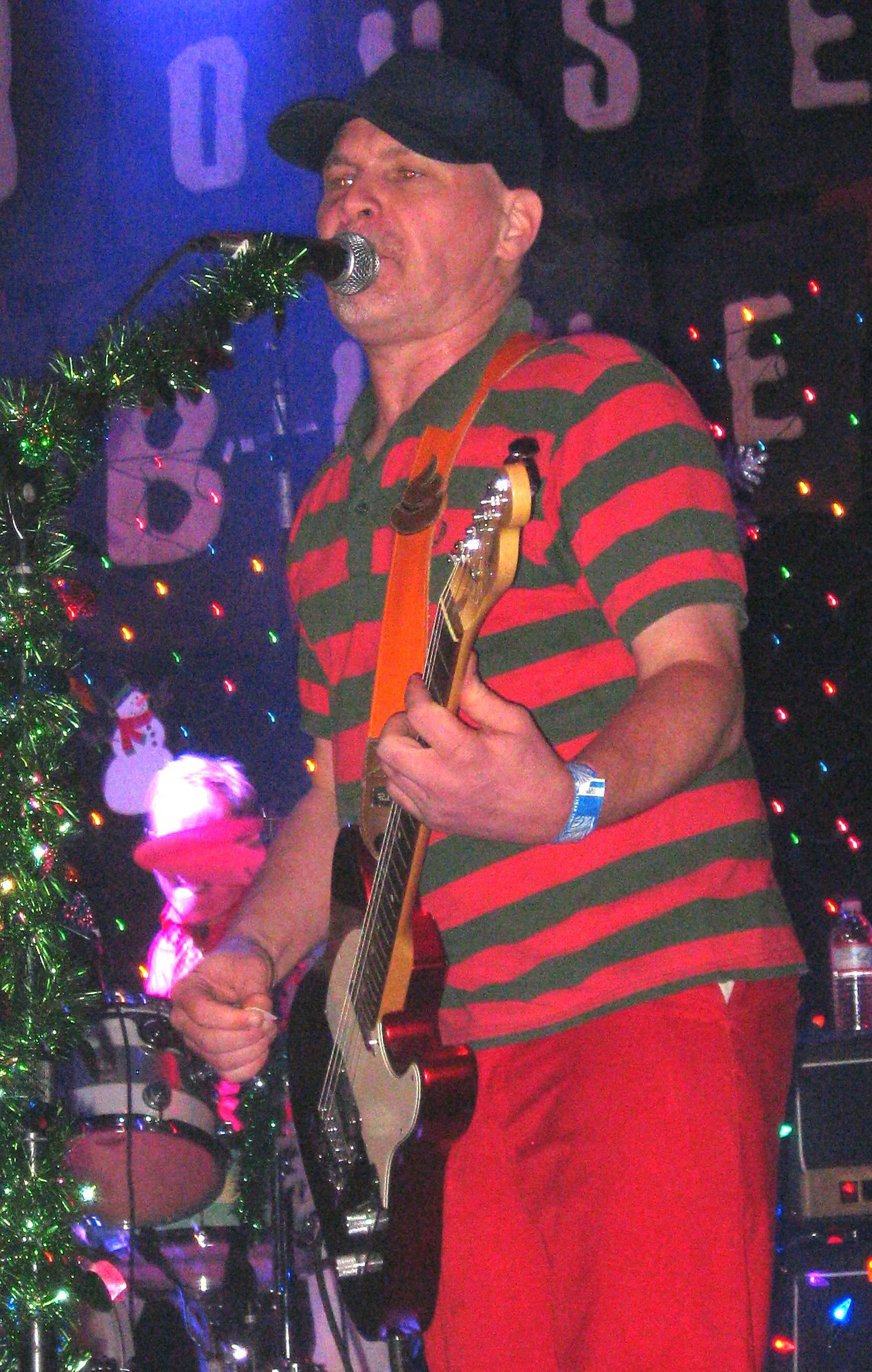
Warren Fitzgerald (2012)

Warren Fitzgerald, född 15 september 1968, är en amerikansk punkrockmusiker, gitarrist, låtskrivare och skivbolagsägare. Han är mest känd för att vara den nuvarande gitarristen för The Vandals. Han har tidigare varit medlem i bandet Oingo Boingo och medverkade på Tenacious D:s debutalbum, Tenacious D från 2001. Han hjälper även till att producera och spela i filmer som produceras av hans bolag Kung Fu Films och Kung Fu Records.